# مونريفيل-أون-بريس
مونريفيل-أون-بريس (بالفرنسية: Montrevel-en-Bresse)‏ هي بلدية فرنسية تقع في إقليم الآن في فرنسا. رمز إنسي لها هو:1266. أما الرمز البريدي لها فهو: 1340.

## أعلام
- بيتر تشانل